# Ридо (река)
Ридо́ (англ. Rideau River) — река в Южном Онтарио, текущая на север из озера Верхнее Ридо и впадающая в реку Оттава в районе водопадов Ридо в г. Оттава. Длина реки составляет 146 км. Название реки в переводе с французского языка означает «занавес» — оно дано в честь упомянутых водопадов, внешний вид которых напомнил С. де Шамплену занавес.

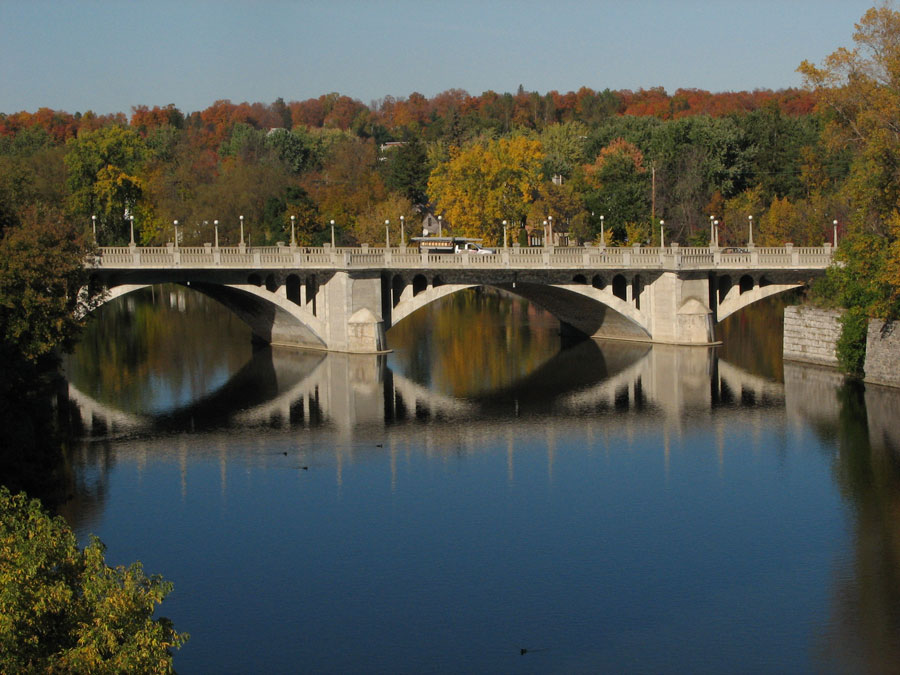
Мост Каммингс над рекой Ридо, соединяющий оттавские районы Сенди-Хилл и Ванье

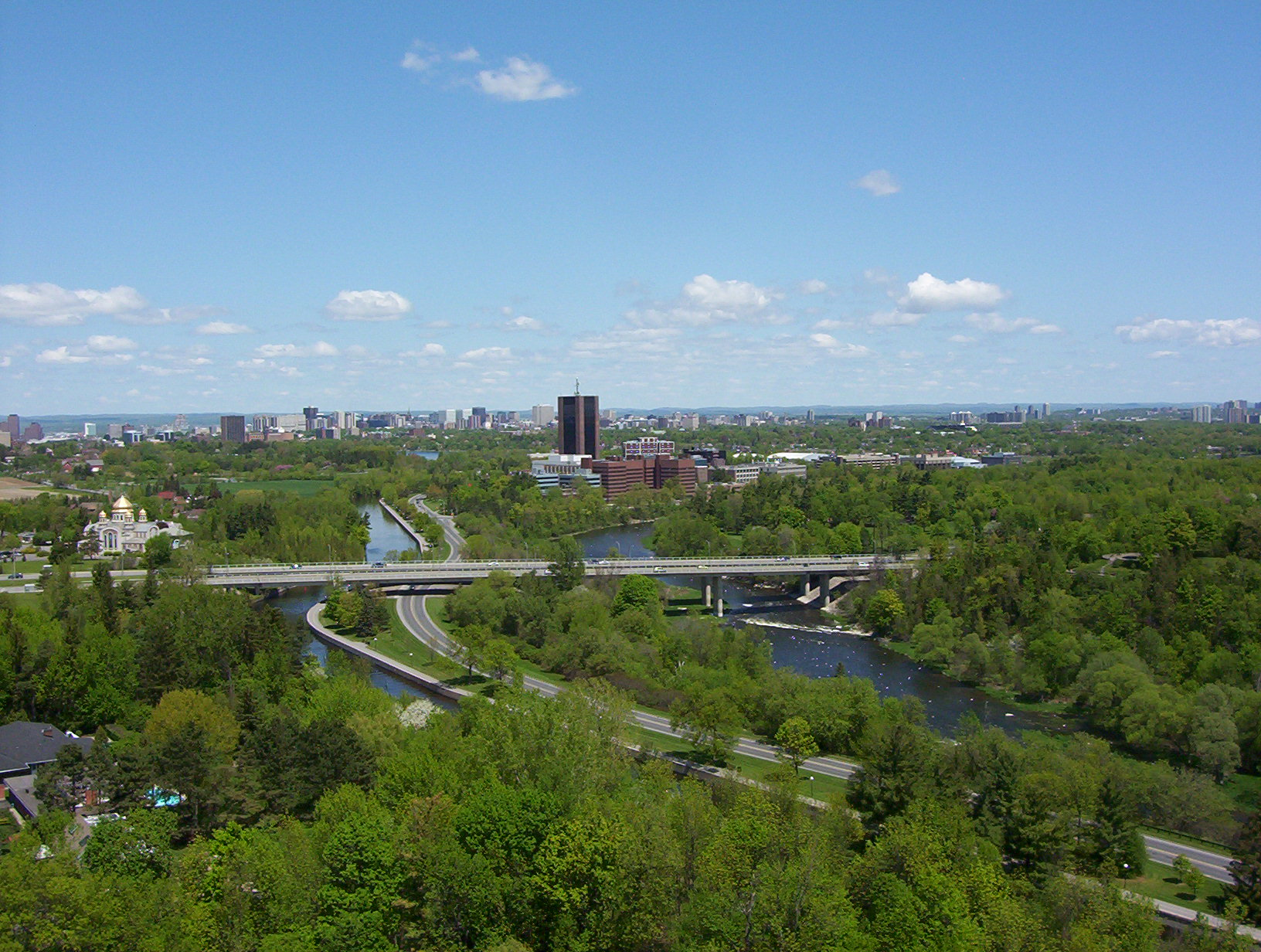
Река Ридо и канал Ридо у Карлтонского университета

В 1830-е годы был сооружён канал Ридо, позволяющий добраться по воде от Оттавы до Кингстона на озере Онтарио. Канал соединил Ридо с рекой Катаракви. Канал отходит от реки Ридо в районе водопадов Хогс-Бэк в южной части города Оттава.
Ранней весной для снижения риска затопления в низовьях реки муниципальные работники Оттавы взрывают ледяную корку для расчистки льда на поверхности реки от моста Биллингс до водопадов Ридо. Эта практика продолжается уже более 100 лет.

## Города
Вдоль реки расположены города и муниципалитеты:
- Оттава
- Манотик
- Карс
- Мерриквилл
- Смитс-Фолс